# Fred B. Balzar

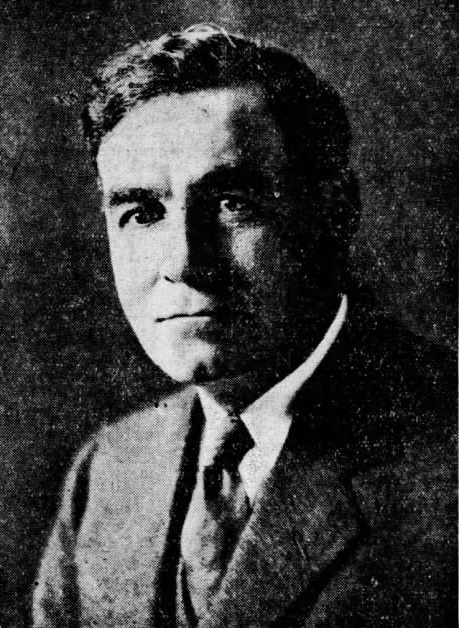
Fred B. Balzar.

Frederick Bennett Balzar, född 15 juni 1880 i Virginia City, Nevada, död 21 mars 1934, var en amerikansk republikansk politiker. Han var den 15:e guvernören i delstaten Nevada 1927-1934. Hasardspel legaliserades 1931 i Nevada under Balzars tid som guvernör. Han avled i ämbetet.
Han var ledamot av Nevada House of Representatives, underhuset i delstatens lagstiftande församling, 1905-1909 och ledamot av delstatens senat 1909-1917. Han tjänstgjorde som sheriff för Mineral County 1917-1927.
Balzars grav finns på Masonic Cemetery i Reno.